# Arata Isozaki
Pour les articles homonymes, voir Isozaki.
Arata Isozaki (磯崎 新, Isozaki Arata), né le 23 juillet 1931 à Ōita et mort le 28 décembre 2022 à Tokyo, est un architecte japonais. 
Il remporte la médaille d'or du Royal Institute of British Architects en 1986. Il obtient le prix Pritzker 2019 donné par la Fondation Hyatt, récompensant l'architecte pour son œuvre architecturale et sa carrière : « pour sa connaissance approfondie de l’histoire et de la théorie architecturale tout en étant proche des avant-gardes ».

## Biographie

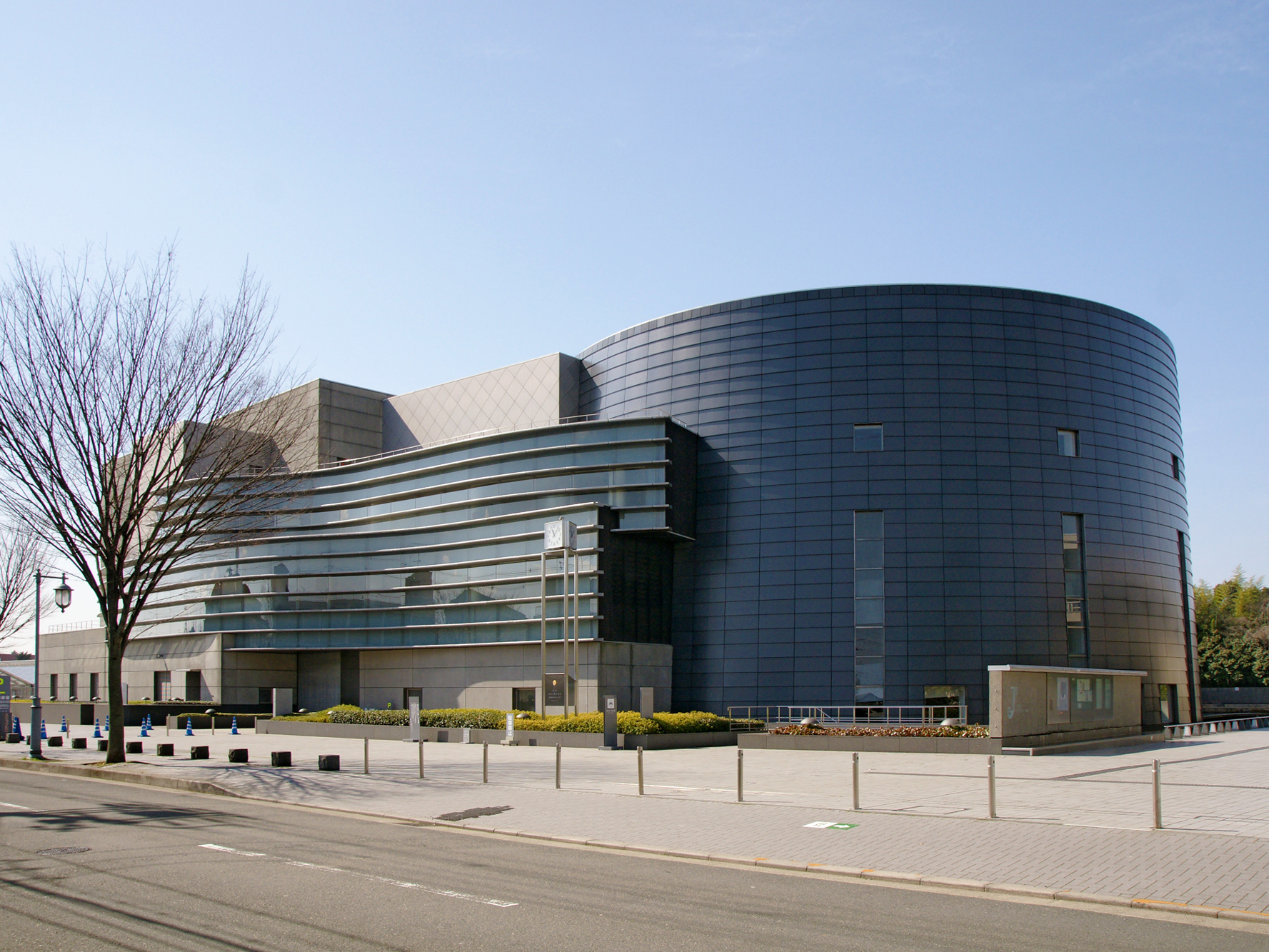
Salle de concert de Kyōto.

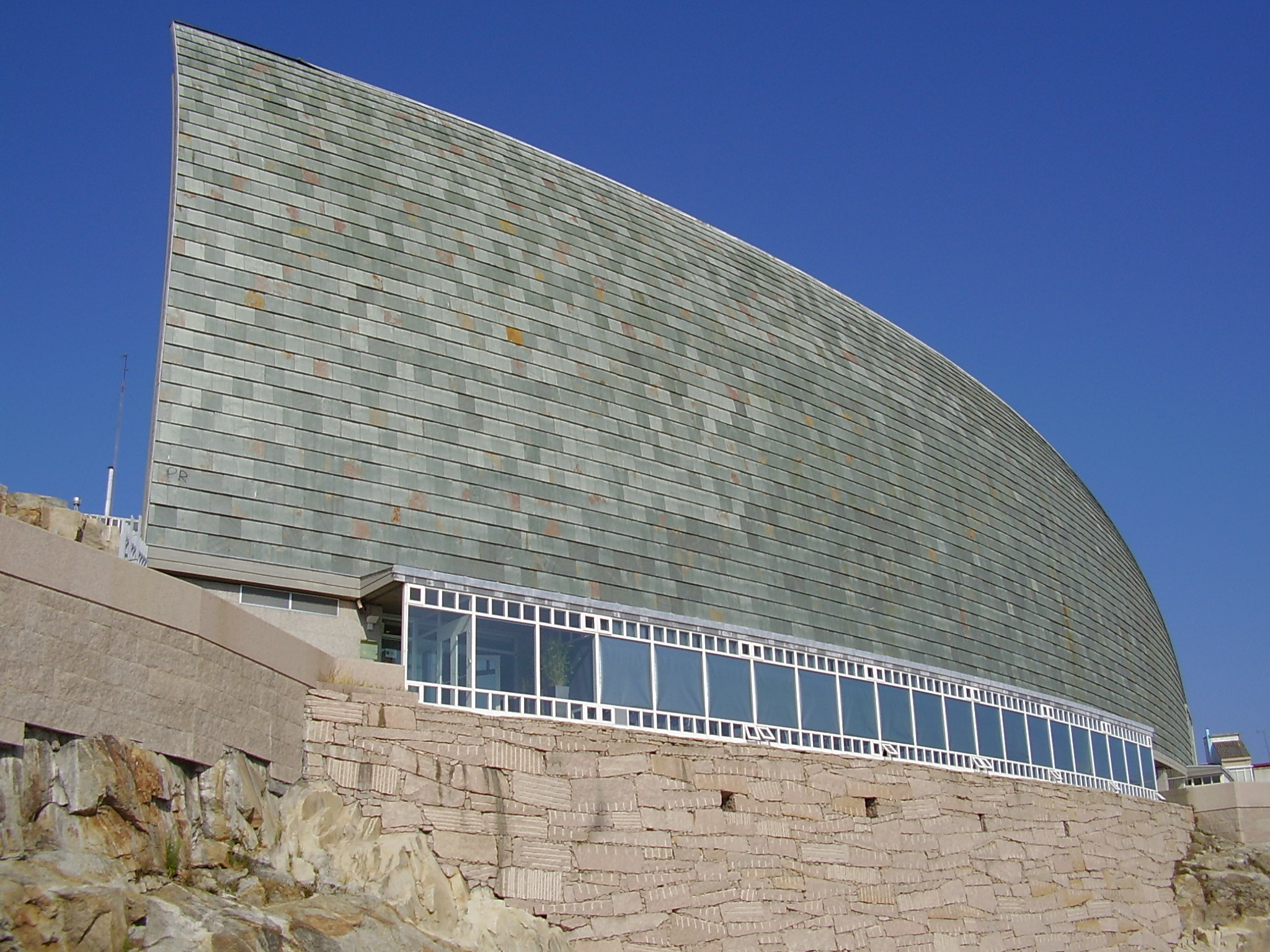
La casa del Hombre à La Corogne.

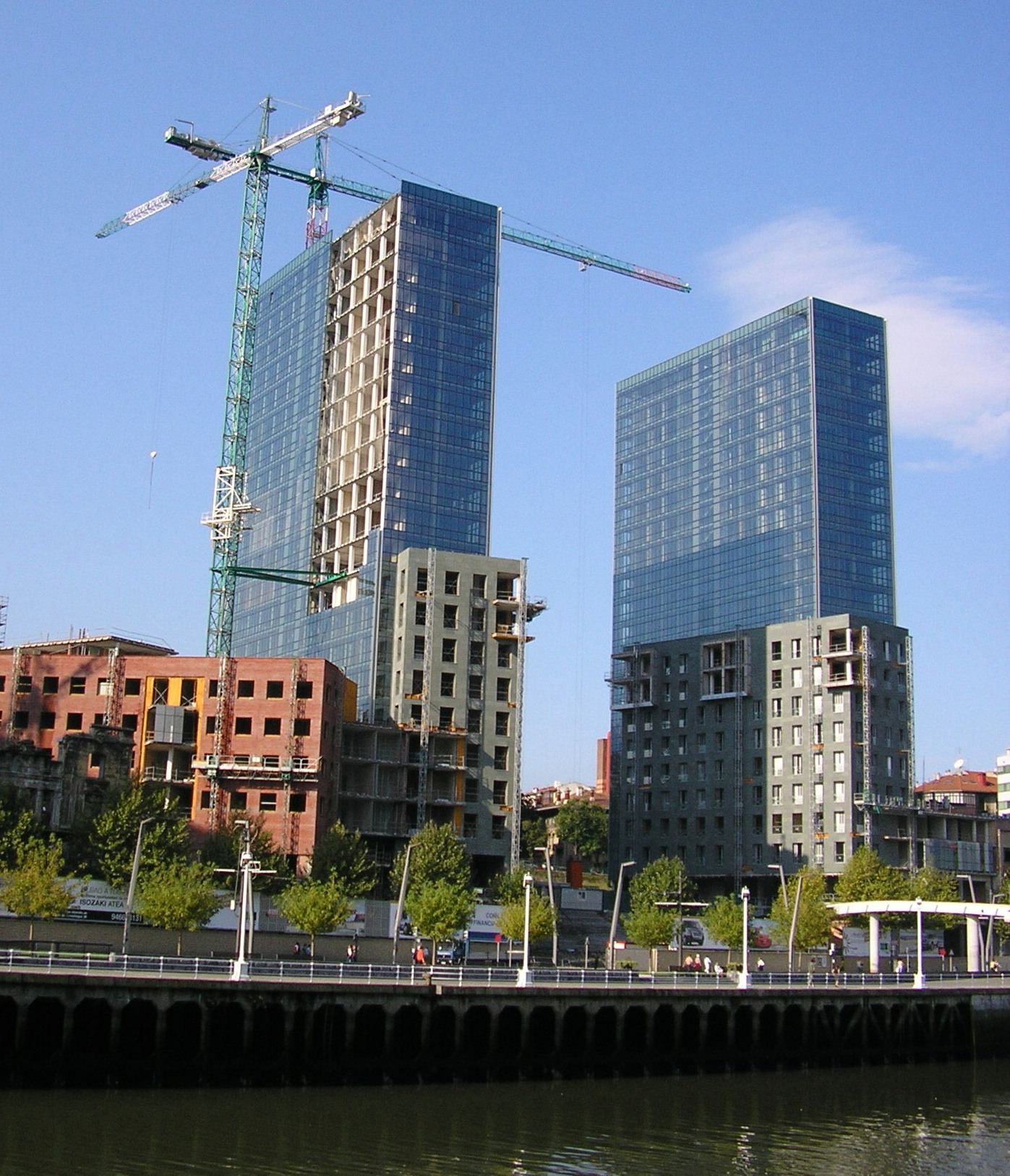
Tours d'habitation à Bilbao.

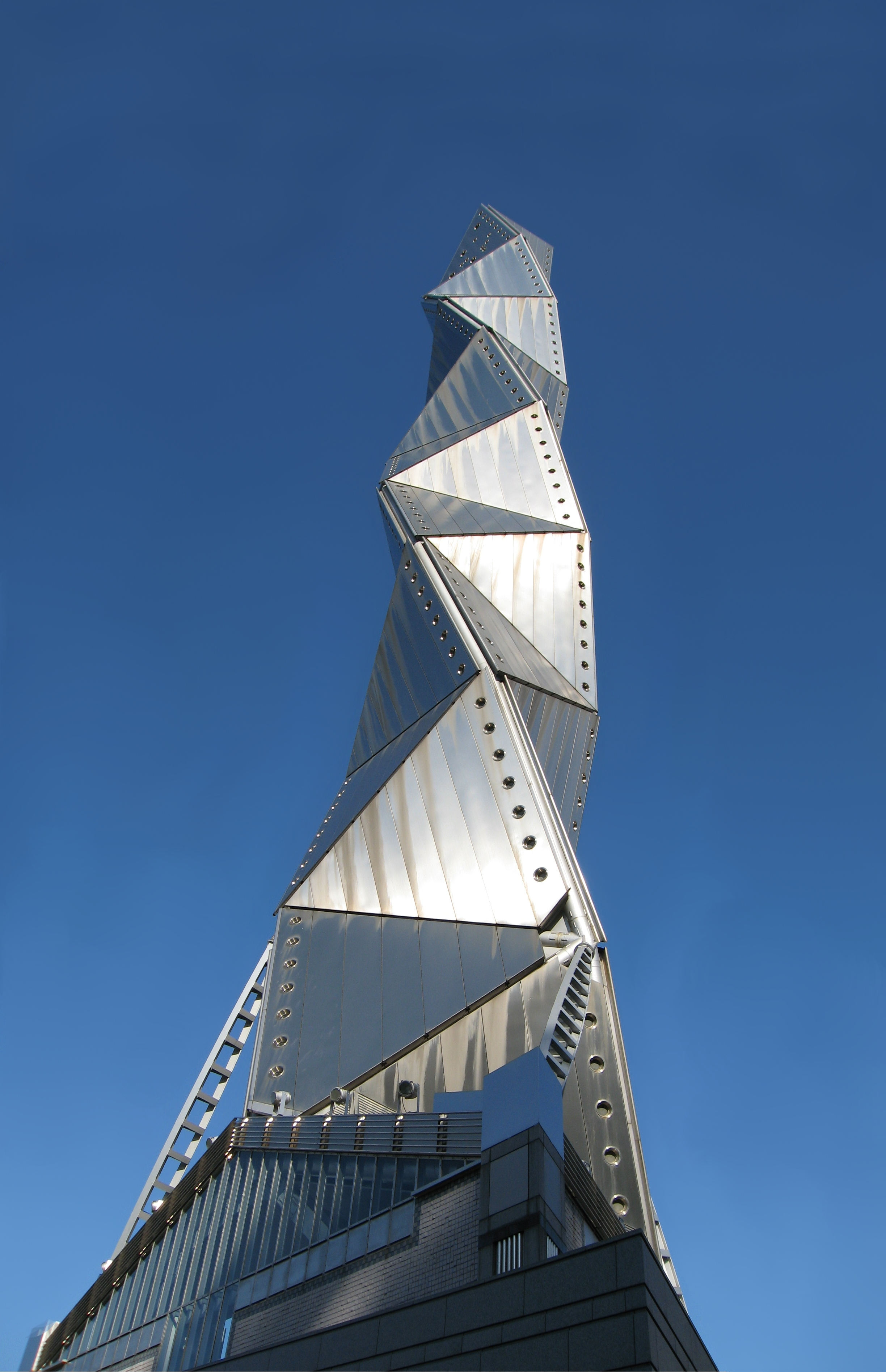
Tour de l'Art à Mito.

Arata Isozaki est né en 1931 à Ōita, une ville au sud du Japon. Il était l'aîné de quatre enfants. Son père était entrepreneur de transport. En 1953 Isozaki commence ses études d'architecture à l'université de Tokyo et fréquente les cours de Kenzo Tange. Il termine ses études en 1961 et poursuit sa formation jusqu'en 1963 dans l'agence de Kenzo Tange. Puis il ouvre sa propre agence d'architecture à Tōkyō. En 1964 il devient enseignant à la faculté d'ingénierie de l'université de Tokyo. Depuis il a tenu de nombreuses conférences dans des universités de renom dont Harvard, Yale ou UCLA. Il s'est marié trois fois et a deux fils de sa première femme. Il a reçu en 1990 le prix de l'architecture de Chicago.
À ses débuts Isozaki fut une figure du Métabolisme, puis il s'intéressa à la géométrie, essence du design japonais. Plus tard encore il se découvrit comme modèle Claude-Nicolas Ledoux et Karl Friedrich Schinkel. Ses compositions d'une grande pureté géométrique comme le club-house du golf d'Ōita et le musée d'Art de Gunma suivent un style maniériste postmoderne. Sa relation avec sa troisième épouse, artiste peintre inspirée des grands noms de l'Art moderne comme Hans Richter, Man Ray ou Friedrich Kiesler, va aussi beaucoup l'influencer, tout comme ses discussions très tôt établies avec les néodadaïstes tokyoites. Son vocabulaire formel fait des emprunts aussi bien au Postmodernisme qu'au Wiener Secession, qu'il retravaille pour élaborer son propre style. Son art de disposer des formes géométriques simples et d'y faire jouer l'ombre et la lumière est remarquable. Il faut voir dans les projets actuels d'Isozaki le résultat de la synthèse de quarante ans de création : depuis les œuvres pittoresques japonaises à l'influence occidentale.
Isozaki a également introduit en Occident le concept esthético-philosophique de Ma, lors de l'exposition « MA – espace-temps au Japon » au Festival d'automne de Paris, en 1978, qu’il a coorganisé avec le philosophe français Roland Barthes. Ce concept a connu une postérité dans le monde de l’architecture, avant de diffuser vers d’autres domaines artistiques.
En Allemagne, on peut admirer de lui le bâtiment de la Berliner Volksbank sur la Potsdamer Platz à Berlin. Arata Isozaki a conçu le tombeau du compositeur Luigi Nono dans le cimetière de l'île de San Michele à Venise.

## Quelques-unes de ses réalisations
- Tour de l'Art, Mito ( Japon)
- Musée des sciences et de l'industrie (COSI), Columbus (Ohio) ( États-Unis)
- Salle de concert de Kyōto, Kyōto ( Japon)
- Bibliothèque préfectorale, Ōita ( Japon)
- Musée d'art contemporain (MOCA), Los Angeles (Californie) ( États-Unis)
- Complexe sportif pour les jeux olympiques, Barcelone ( Espagne)
- Team Disney Building, Orlando (Floride) ( États-Unis)
- Collège médical de Weill, Education City près de Doha ( Qatar)
- Palais des sports olympique, Turin ( Italie)
- Centre d'art et de technologie japonais, Cracovie ( Pologne)
- Domus, Casa del Hombre, La Corogne ( Espagne)
- Bond University, Gold Coast (Queensland) ( Australie)
- Tours d'habitation Isozaki Atea, Bilbao ( Espagne)
- Bibliothèque centrale de Kitakyushu ( Japon)
- Centre international de conférences de KitaKyushu ( Japon)
- Musée municipal d'art de KitaKyushu ( Japon)
- Théâtre Panasonic du Globe de Tokyo ( Japon)
- Auditorium de Harbin, ( Chine)

## Projet en cours (2009)
- Les trois campus de l'université d'Asie centrale, Tekeli (Kazakhstan), Naryn (Kirghizistan) et Khorugh (Tajikistan)
- Nouvelle bibliothèque de Maranello (Italie), projet lauréat
- Rénovation de la gare de Bologne (Italie), projet lauréat
- Tour Il Dritto (City Life), cinquante étages (208 mètres) Milan (Italie)